# Jean-Baptiste Le Gobien
Pour les articles homonymes, voir Le Gobien.
Jean-Baptiste Le Gobien, seigneur de Saint-Jouan, des Douets et de Launay-Quinart (né à Saint-Malo en 1668 et mort à Saint-Malo le 6 septembre 1723), est un navigateur, officier de marine et négociant-armateur malouin.

## Biographie
D'une vieille famille malouine anoblie en 1572 et parente de Jacques Cartier, Jean-Baptiste Le Gobien est un fils de Charles Le Gobien (1624-1701), seigneur de Saint-Jouan, des Douets et de Launay Quinard, deux fois député aux États généraux, chevalier de l'ordre de Saint-Michel, et de Guillemette Heurtault,. Frère du jésuite Charles Le Gobien et neveu de l'armateur Jean Heurtault de Bricourt, il est, par sa mère, le cousin germain d'Alain Porée du Breil et de Charles Porée de La Touche.
Très jeune, il s'engage dans une carrière d'officier navigant, devenant un des « spécialistes » de la route des mers du Sud. Durant la guerre de la Ligue d'Augsbourg, son oncle Jean Heurtault de Bricourt, l'un des principaux armateurs de corsaires du port de Saint-Malo, arme notamment le Saint-Nicolas (commandé par Antoine Géraldin, alias, Fitzgerald), le François d'Assise (commandé par Charles Porée de La Touche) et le Saint-Esprit, construit à Bayonne en 1693 avec 30 à 38 canons, dont le commandement est confié à Alain Porée du Breil, puis à Jean-Baptiste Le Gobien.
En 1697, il épouse, Françoise Lefebvre des Prés, fille d'un capitaine corsaire et armateur malouin. De ce mariage naissent : Jean-Baptiste II (1698), corsaire et armateur, gendre du corsaire et armateur Jean Martin de La Chapelle (pionnier du commerce de moka) et grand-père de Pierre Le Gobien ; Perrine Hélène, épouse de Pierre François Le Mintier des Granges ; Françoise, épouse de Victor Martial de La Moussaye ; Catherine, épouse d'Isaac Toussaint de Gargian.

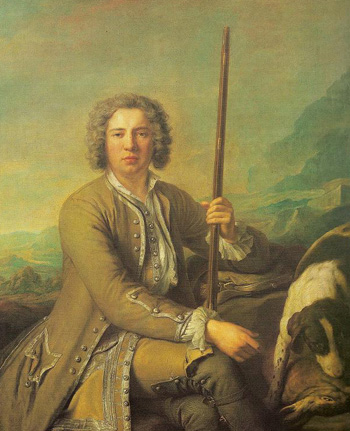
Portrait de son fils, Jean-Baptiste II Le Gobien de Saint-Jouan, tenant un fusil, assis, avec deux chiens, peint par Jean-Marc Nattier (1724).
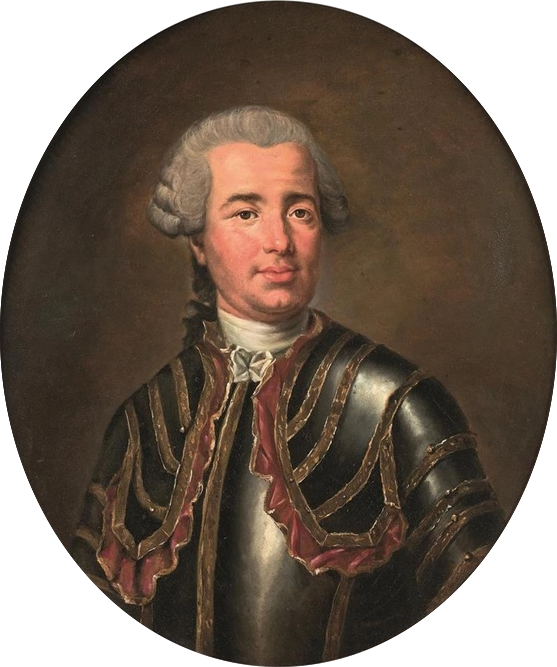
Portrait de son petit-fils, Pierre Le Gobien, seigneur du Bois-Martin, peint d'après Élisabeth Vigée-Lebrun.

De 1708 à 1712, il est le capitaine en second (capitaine Alain Porée), puis capitaine de la Notre-Dame de l'Assomption, navire de 50 canons, armé par François-Auguste Magon de la Lande, puis, de 1712 à 1715, capitaine de la Sainte-Rose.
Entre 1716 et 1720, il fonde également une maison de commerce à Marseille, dont son fils reprendra la direction. Il est en relations d'affaires notamment avec Luc Magon de la Balue.
Directeur de la Compagnie française des Indes orientales à partir du 23 février 1720, il est investi d'une commission de « Général de la nation française » aux Indes, « commandant général par terre et par mers sur tous les gouverneurs, directeurs, commis et employés de la Compagnie dans ses places, îles et comptoirs dans les Indes et autres lieux » (septembre 1720), afin de mener une vaste opération de rapatriement de métaux précieux en métropole. 
En novembre 1720, il est nommé commandant en chef du vaisseau du roi l'Achille, de 62 canons, prêté à la Compagnie et placé à la tête d'une escadre de neuf vaisseaux envoyés en mer du Sud, avec commission pour aller dans les mers des Indes afin de favoriser le commerce de la Compagnie des Indes et mener la guerre aux ennemis de l'État. L'expédition visant les mers du Sud échouera en raison des conditions de voyages marquées par un grand nombre de membres d'équipage atteints par le scorbut, face à l'hostilité espagnole conclue par le refus du vice-roi du Pérou d'accorder aux navires français l'entrée des ports et l'effondrement du système de Law.
« Ce navigateur malouin expérimenté est placé par Law à la tête d'une grande expédition envoyée dans le Pacifique qui devait ramener une forte cargaison de métaux précieux. L'hostilité des Espagnols et l'effondrement du système Law empêchèrent la réalisation de ce grand projet »